# Gryllus veletis
Gryllus veletis är en insektsart som först beskrevs av Alexander, R.D. och Bigelow 1960.  Gryllus veletis ingår i släktet Gryllus och familjen syrsor. Inga underarter finns listade i Catalogue of Life.